# Тропініно
Тропініно (рос. Тропинино) — селище Багратіоновського району, Калінінградської області Росії. Входить до складу Погранічного сільського поселення.
Населення — 8 осіб (2015 рік).